# SCN2A
La subunitat alfa de la proteïna del canal de sodi tipus 2, és una proteïna que en humans està codificada pel gen SCN2A. Els canals de sodi funcionals contenen una subunitat alfa conductora d'ions i una o més subunitats beta reguladores. Els canals de sodi que contenen la subunitat alfa de proteïna del canal de sodi de vegades s'anomenen canals Nav1.2.

## Funció
Els canals de sodi dependents de voltatge són complexos de glicoproteïnes transmembrana compostes per una gran subunitat alfa amb quatre dominis que inclouen 24 segments transmembrana i una o més subunitats beta reguladores. Són els responsables de la generació i propagació de potencials d'acció en neurones i músculs. Aquest gen codifica un membre de la família de gens de la subunitat alfa del canal de sodi. S'expressa de manera heterogènia al cervell i les mutacions en aquest gen s'han relacionat amb diversos trastorns convulsius. S'han descrit diverses variants de transcripció empalmades alternativament d'aquest gen, però no s'ha determinat la naturalesa de longitud completa d'algunes d'aquestes variants.

## Importància clínica
Les mutacions d'aquest gen s'han implicat en casos d'autisme, espasmes infantils, hipometabolisme bitemporal de la glucosa i trastorn bipolar.
SCN2A és un dels gens associats amb més freqüència a l'epilèpsia d'inici precoç, i recentment s'ha relacionat amb el trastorn de l'espectre autista i el retard del desenvolupament. SCN2A codifica un canal de sodi de voltatge neuronal, NaV1.2 que es troba principalment a les neurones excitadores de tot el cervell. En aquest seminari web, els Drs. Kevin Bender i Stephan Sanders detallaran els avenços recents en la nostra comprensió de com les diferents mutacions en SCN2A contribueixen a les diferents formes d'epilèpsia, incloses les convulsions infantils benignes i l'encefalopatia epilèptica, i com aquestes mutacions contrasten amb les que contribueixen a l'autisme. Discutirem a més com es desenvolupa la distribució de NaV1.2 dins de les neurones durant els primers anys de vida i com aquests canvis afecten la funció neuronal. Aquest desenvolupament té implicacions importants per entendre aquests trastorns i per dissenyar teràpies potencials en el futur.